# Meliscaeva auricollis
Meliscaeva auricollis là một loài ruồi trong họ Ruồi giả ong (Syrphidae). Loài này được Meigen mô tả khoa học đầu tiên năm 1822. Meliscaeva auricollis phân bố ở vùng Cổ Bắc giới

## Hình ảnh

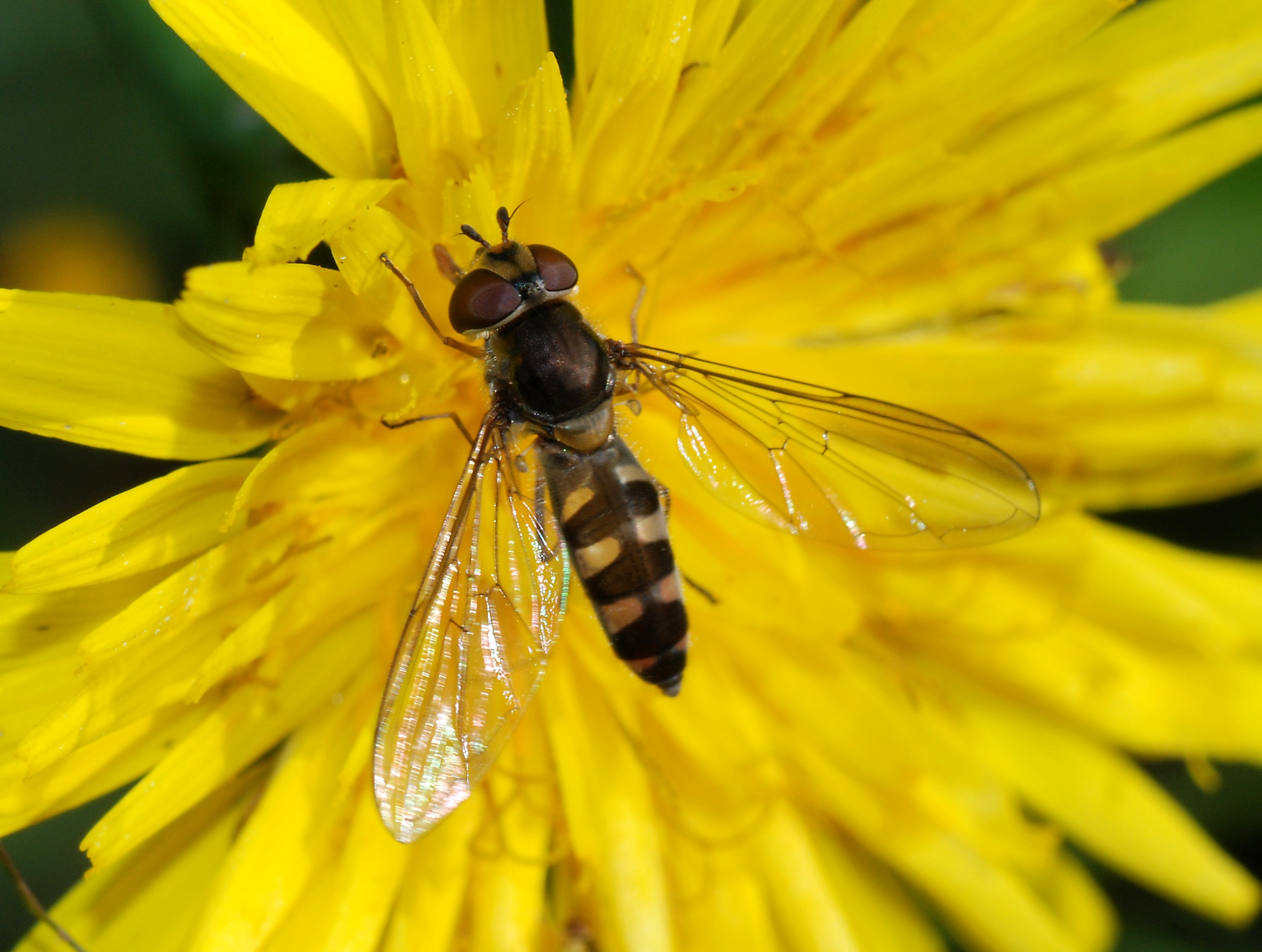
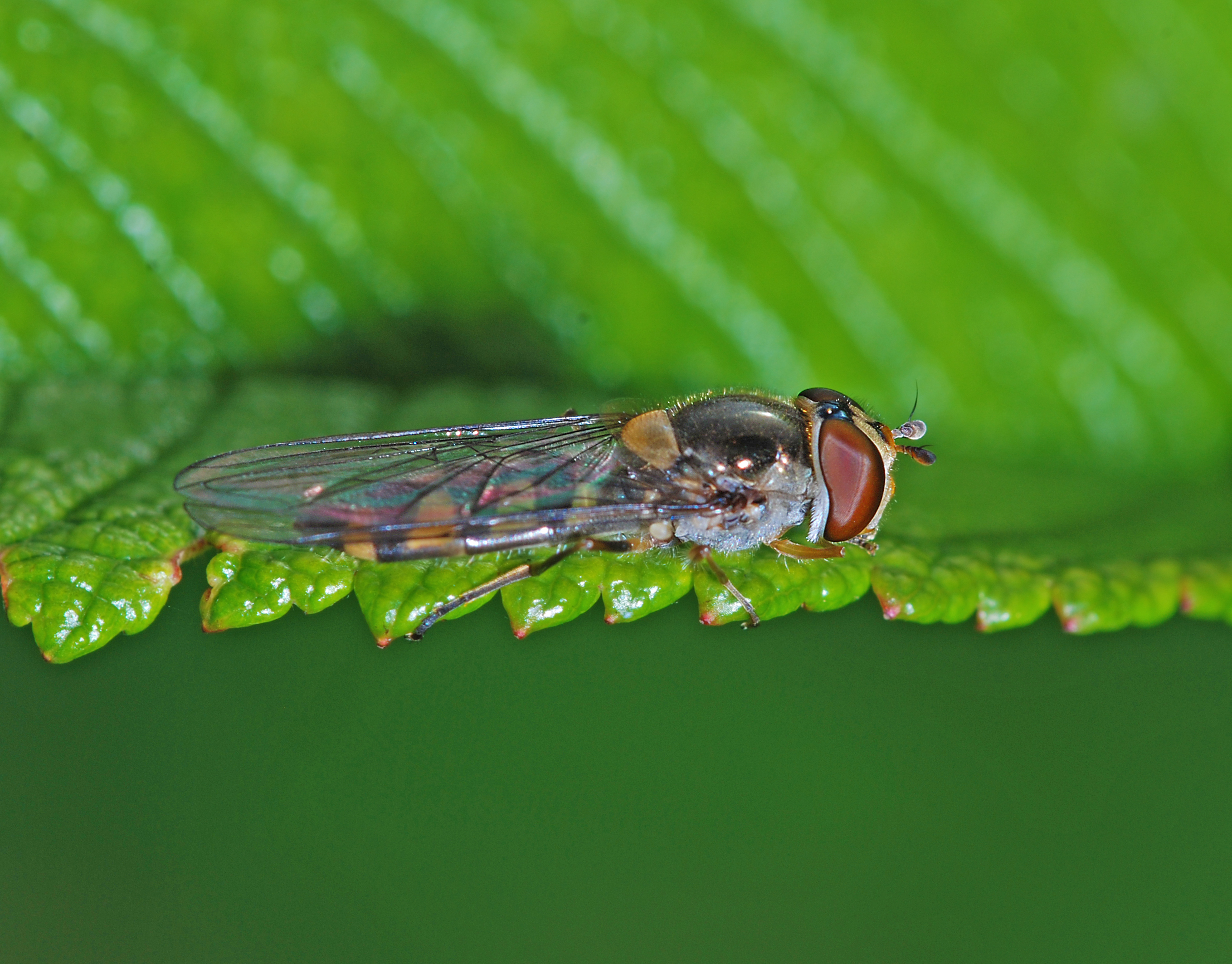